# Steinsberg (Rheinland-Pfalz)
Steinsberg ist eine Ortsgemeinde im Rhein-Lahn-Kreis in Rheinland-Pfalz. Steinsberg gehört der Verbandsgemeinde Diez an.

## Geographie
Steinsberg liegt an den Ausläufern des Taunus im westlichen Hintertaunus und grenzt an das Rupbachtal und das Naturschutzgebiet Gabelstein. Zu Steinsberg gehört der Ortsteil Rupbach.

## Geschichte
Steinsberg wurde erstmals am 13. November 1328 urkundlich erwähnt. König Ludwig der Bayer belehnte Johann und Reinhard von Westerburg mit dem Freiheimgericht Habenscheid mit den Dörfern Habenscheid, Cramberg, Steinsberg, Biebrich, Wasenbach. Steinsberg gehörte zur Herrschaft Schaumburg und war ab 1806 Teil des Herzogtums Nassau, das 1866 von Preußen annektiert wurde. Seit 1946 ist der Ort Teil des Landes Rheinland-Pfalz.
Bis zur zweiten Hälfte des 19. Jahrhunderts war die Haupterwerbsquelle der Steinsberger Bewohner die Landwirtschaft. Immer wieder kam es zu heftigen Unwettern (so z. B. am 25. Mai 1831 oder am 2. Juni 1903), welche dazu führten, dass die angebauten Getreidesorten auf den Feldern vernichtet wurden. Dies führte immer wieder zur Vergrößerung der Armut. Um die Armut zu bekämpfen, bestanden sogenannte Armenfonds, an die die betroffenen Bauern sich über Bittgesuche wenden konnten.
In der zweiten Hälfte des 19. Jahrhunderts kam es nach und nach immer mehr zur Abkehr von der Landwirtschaft, da immer mehr Arbeitsplätze in den Steinbrüchen und Schieferbrüchen im Rupbachtal entstanden waren. Zu einer vollständigen Abkehr von der Landwirtschaft kam es allerdings nie: Die Landwirtschaft blieb zunächst die Haupterwerbsquelle der Steinsberger.
Auch heute noch gibt es einige Bauernhöfe in Steinsberg sowie Anbau von Getreide auf den Feldern. Die meisten Bürger jedoch arbeiten heute außerhalb des Dorfes im Raum Diez/Limburg an der Lahn bzw. pendeln ins Rhein-Main-Gebiet.
Die Einwohnerschaft entwickelte sich im 19. und 20. Jahrhundert wie folgt: 1843: 221 Einwohner, 1927: 220 Einwohner, 1964: 219 Einwohner.

## Religion
Steinsberg ist der römisch-katholischen Kirchengemeinde St. Bartholomäus in Balduinstein zugeordnet und gehört mit dieser zum Pastoralen Raum Diez, welcher selbst wiederum dem Bezirk Limburg im Bistum Limburg eingegliedert ist.
Auf evangelischer Seite ist der Ort der Kirchengemeinde Cramberg-Habenscheid im Dekanat Nassauer Land in der Propstei Rheinhessen-Nassauer Land der Evangelischen Kirche in Hessen und Nassau (EKHN) zugehörig.

## Politik

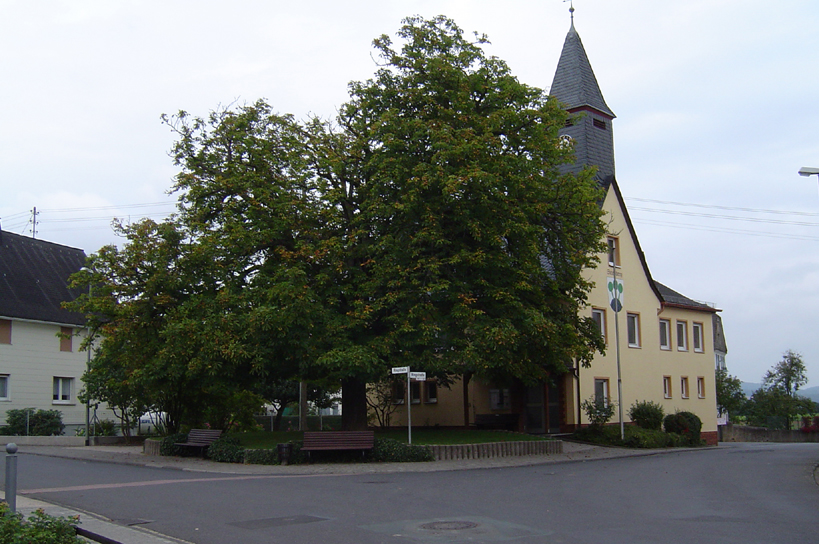
Rathaus Steinsberg

### Gemeinderat
Der Gemeinderat in Steinsberg besteht aus sechs Ratsmitgliedern, die bei der Kommunalwahl am 9. Juni 2024 in einer Mehrheitswahl gewählt wurden, und dem ehrenamtlichen Ortsbürgermeister als Vorsitzendem.

### Bürgermeister
Timo Reinhardt wurde 2001 Ortsbürgermeister von Steinsberg. Bei der Direktwahl am 26. Mai 2019 wurde er mit einem Stimmenanteil von 84,47 % und am 9. Juni 2024 als einziger Bewerber mit 86,0 % jeweils für fünf Jahre wiedergewählt.
Liste der Bürgermeister von Steinsberg (teilweise unvollständig)
- 1726–1741:  Georg Wilhelm Müller
- 00um 1794: Jakob Meffert /Georg Philipp Schwarz
- 1802–1820:  Georg Philipp Scheurer
- 1822–1840:  Johann Peter Schwarz
- 1841–1847:  Georg Philipp Schwarz
- 1851–1865:  Philipp Schwarz
- 1873–1886:  Carl Vogt
- 1891–1901:  Philipp Heinrich Scheurer
- 1916–1925:  Karl Wilhelm Schwarz
- 00 bis 1933: Heinrich Jakob Best
- 1933–1943:  Heinrich Meffert
- 1943–1945:  Karl Wilhelm Meffert (unbestätigt)
- 1945–1956:  Adolf Kalkofen
- 1956–1973:  Albert Mäurer
- 1973–2000:  Emil Schneider
- 2000–2001:  Brigitte Koschara
- 0 seit 2001: Timo Reinhardt

### Wappen
| Wappen von Steinsberg | Blasonierung: „In Silber ein schwarzer Hügel, darauf drei grüne Laubbäume.“ |
| Wappen von Steinsberg | Wappenbegründung: Dieses Bild, das wohl „redend“ auf das Grundwort des Ortsnamens Bezug nehmen will, steht in den Gemeindesiegeln seit 1843 im Schild. Die Farben wurden ergänzt. Nachdem der Ort 1806 mit der Herrschaft Schaumburg an Nassau gefallen war, hat er 1816 sein erstes Siegel eingeführt, das aber kein Bild enthielt. |

## Kultur und Sehenswürdigkeiten

Die Hohe Ley mit Blick auf die Lahn

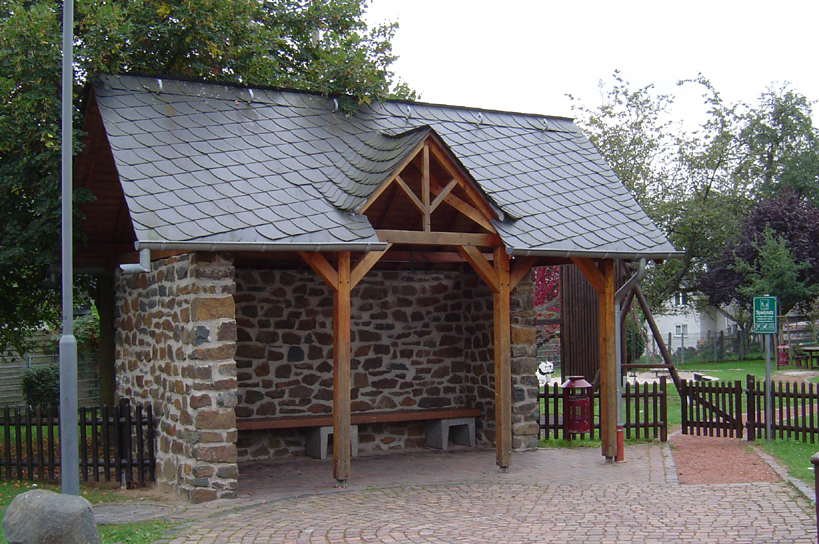
Das Buswartehaus mit Spielplatz

Am 2. Wochenende im Juli findet in der Gemeinde das traditionelle „Küppelfest“ statt.

## Wirtschaft und Infrastruktur
Steinsberg ist eine ländliche Wohngemeinde. Hier existiert eine Schlosserei, eine Hundeschule, ein Hundesportverein, eine Kräuterschule sowie ein Pferde- und Hufbehandlungszentrum.
Steinsberg ist über die Buslinie 585, welche als sog. Anruf-Linien-Fahrt eingerichtet wurde und zwischen Katzenelnbogen und Balduinstein verkehrt, an den ÖPNV angebunden.